# Aspalathus fasciculata
Aspalathus fasciculata är en ärtväxtart som först beskrevs av Carl Peter Thunberg, och fick sitt nu gällande namn av Rolf Martin Theodor Dahlgren. Aspalathus fasciculata ingår i släktet Aspalathus och familjen ärtväxter. Inga underarter finns listade i Catalogue of Life.